# Limeira
Limeira − miasto w południowo-wschodniej Brazylii, we wschodniej części stanu São Paulo. Około 270,7 tys. mieszkańców.

## Sport
W mieście mają siedzibę kluby piłkarskie Inter de Limeira i Independente FC.

## Religia
Chrześcijaństwo jest obecne w mieście w następujący sposób:

### Kościół Katolicki
Kościół katolicki w gminie jest częścią Diecezja Limeira.

### Kościół Protestancki
W mieście obecne są najróżniejsze wyznania ewangeliczne, głównie zielonoświątkowe, w tym m.in. Zbory Boże Brazylii (największy kościół ewangelicki w kraju), Zbór Brazylii lub Kongregacja Chrześcijan. Te nominały rosną coraz bardziej w całej Brazylii.